# Plenodomus ruttneri
Plenodomus ruttneri är en svampart som beskrevs av Petr. 1955. Plenodomus ruttneri ingår i släktet Plenodomus och familjen Leptosphaeriaceae.   Inga underarter finns listade i Catalogue of Life.